# Гаплогруппа V (мтДНК)
Гаплогруппа V — гаплогруппа митохондриальной ДНК человека.

## Происхождение
Предполагалось, что гаплогруппа V возникла около 12 тыс. лет назад. Брайан Сайкс предполагал, что она происходила из Иберии, однако позднейшие исследования древней ДНК указали на полное отсутствие  гаплогруппы V в Стране Басков ещё около 2500 г. до н. э. По расчётам YFull, V произошла примерно 4400 л. н. от митохондриальной гаплогруппы HV0a, от которой также происходят субклады HV0a1-7 (митохондриальная гаплогруппа H происходит не от HV0, а от HV).

## Палеогенетика
- Гаплогруппа V была обнаружена у представителей иберо-мавританской культуры из Тафоральта в Марокко[2]
- V14 определили у неолитчика из Бжесць-Куявски (образец N27, Brześć Kujawski (BKG), 4600—4000 лет до н. э., Oslonki, Польша)[3]
- V14 определили у представителя культуры воронковидных кубков (образец N18, 3636—3389 лет до н. э., Pikutkowo, Польша)[3].
- V7 была обнаружена у представителя новосвободненской культуры[4]
- Гаплогруппа V была обнаружена у представителей трипольской и унетицкой культур и культуры линейно-ленточной керамики[5][6], натуфийской культуры[7]
- V7 определили у представителя культуры Злота poz414/ind.8/6 (2900—2500 лет до н. э.) из Злоты в Польше[8]
- Гаплогруппа V была обнаружена у представителей культуры ямочной керамики (2800—2000 лет до н. э.) с острова Готланд[9]
- V2a определили у образца железного века Узбекистана L7999 (кушанский период, 2100—1500 л. н.)[10]
- V1a1 определили у образца из Сербии I15533 из Сербии (Serbia_ViminaciumPecine, 246-365 годы, Y-ДНК: R1a1a1b2a2b-Z2122)[11]
- V1a1 определили у раннего аварского военного лидера (Early Avar military leader, 620—660 гг.)[12][13]
- V1a обнаружена у двух скелетов, найденных в окрестностях крепости Капидава в Добрудже (880—990 года)[14]
- V7a определили у образца kal006 из Сигтуны (X—XII века)[15]
- Гаплогруппу V определили у украинских образцов VK539 (V40[16]) и VK540 из Шестовицкого археологического комплекса и у норвежского образца VK547 (VIII—XI век). V1a1 обнаружена у английского образца VK144 из Оксфорда (880—1000 гг.), V7b обнаружена у датского образца VK362 с острова Лангеланн (X век), V13 обнаружена у российского образца VK253 из Гнёздова (X—XI век), V25 обнаружена у датского образца VK65 с кладбища Tollemosegård (поздний германский железный век/ранняя эпоха викингов)[17]
- V1a1 определили у женщины из вятичского кургана могильника Кременье в Подмосковье на левом берегу Оки, жившей во второй четверти XII века[18]

## Распространение
Особенно высока концентрация данной гаплогруппы в Нидерландах и северной Скандинавии, а также среди басков; ещё более высокая концентрация наблюдается среди пасьего в близлежащей Кантабрии.

## Популярная культура
В своей популярной книге «Семь дочерей Евы» Брайан Сайкс назвал гипотетическую женщину, от которой происходит данная гаплогруппа, Вельдой (en:Velda).

### Общие сведения
- - Ian Logan’s Mitochondrial DNA Site

### Гаплогруппа V
- - Family Tree DNA Project: mtDNA Haplogroup V
  - Spread of Haplogroup V, from National Geographic
  - Velda
  - Danish Demes Regional DNA Project: mtDNA Haplogroup V (недоступная ссылка)